# 拉沙佩勒拉松
拉沙佩勒拉松（法語：La Chapelle-Lasson，法語發音：[la ʃapɛl lasɔ̃]）是法国马恩省的一个市镇，位于该省西南部，属于埃佩尔奈区。

## 地理
拉沙佩勒拉松（48°37'38"N, 3°49'56"E）面积15.04 平方千米，位于法国大東部大區马恩省，该省份为法国东北部内陆省份，北起阿登省，西北接埃纳省，西南接塞纳-马恩省，南至奥布省，东南接上马恩省，东临默兹省。
与拉沙佩勒拉松接壤的市镇（或旧市镇、城区）包括：盖村、阿勒芒什-洛奈和苏瓦耶、马里尼、马尔桑日、克德、塔阿、圣维斯特尔新城和维勒沃特。

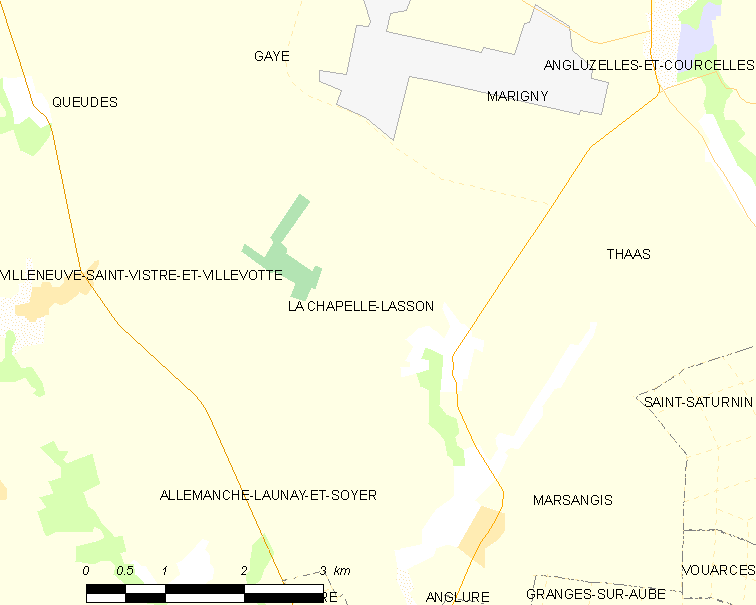
拉沙佩勒拉松的OSM定位图

拉沙佩勒拉松的时区为UTC+01:00、UTC+02:00（夏令时）。

## 行政
拉沙佩勒拉松的邮政编码为51260，INSEE市镇编码为51127。

## 政治
拉沙佩勒拉松所属的省级选区为韦尔蒂-香槟平原县。

## 人口

1962-2008年间拉沙佩勒拉松人口变化图示

拉沙佩勒拉松于2022年1月1日时的人口数量为85人。